# Daytona USA (série de jeux vidéo)
Cet article concerne la série de jeux vidéo. Pour le jeu vidéo, voir Daytona USA (jeu vidéo). Pour les articles homonymes, voir Daytona USA.
 (octobre 2019).
Si vous disposez d'ouvrages ou d'articles de référence ou si vous connaissez des sites web de qualité traitant du thème abordé ici, merci de compléter l'article en donnant les références utiles à sa vérifiabilité et en les liant à la section « Notes et références ».
Sega Racing Classic est une série de jeux vidéo de course de voitures en 3D issue de la franchise du même nom, développée par Sega-AM2 en arcade et sur consoles.  Initialement nommée Daytona USA, la franchise a changé de nom après que le propriétaire du Daytona International Speedway, NASCAR Holdings, Inc., n'a pas renouvelé son accord de licence avec Sega.

## Arcade
- Daytona USA, sur Sega Model 2 (1994)
- Daytona USA 2: Battle On The Edge, sur Sega Model 3 (1998)
- Daytona USA 2: Power Edition, sur Sega Model 3 (1998)
- Sega Racing Classic, sur Sega RingWide (2009)
- Daytona Championship USA, sur Sega Europa-R (2017)

## Saturn
- Daytona USA (1995)
- Daytona USA: Championship Circuit Edition (1996, Europe, Amérique et Corée)
- Daytona USA: Circuit Edition (1997, Japon uniquement, en compensation du précédent qui n'est jamais sorti sur ce territoire)
- Daytona USA: C.C.E. Net Link Edition (1998, Amérique du Nord uniquement)

## Dreamcast
- Daytona USA 2001 (2001)

## PC
- Daytona USA, sur Windows 95 (1996)
- Daytona USA Deluxe, sur Windows 95 (1997)
- SEGA Racing Classic 2, sur Windows via Steam dans le jeu Like a Dragon Gaiden The Man Who Erased Name (2023)

## Xbox 360
- Daytona USA (2011)

## PlayStation 3
- Daytona USA (2011)

## PlayStation 4
- SEGA Racing Classic 2, dans le jeu Like a Dragon Gaiden The Man Who Erased Name (2023)

## PlayStation 5
- SEGA Racing Classic 2, dans le jeu Like a Dragon Gaiden The Man Who Erased Name (2023)

## Xbox One
- SEGA Racing Classic 2, dans le jeu Like a Dragon Gaiden The Man Who Erased Name (2023)

## Xbox Series
- SEGA Racing Classic 2, dans le jeu Like a Dragon Gaiden The Man Who Erased Name (2023)